# MullMuzzler

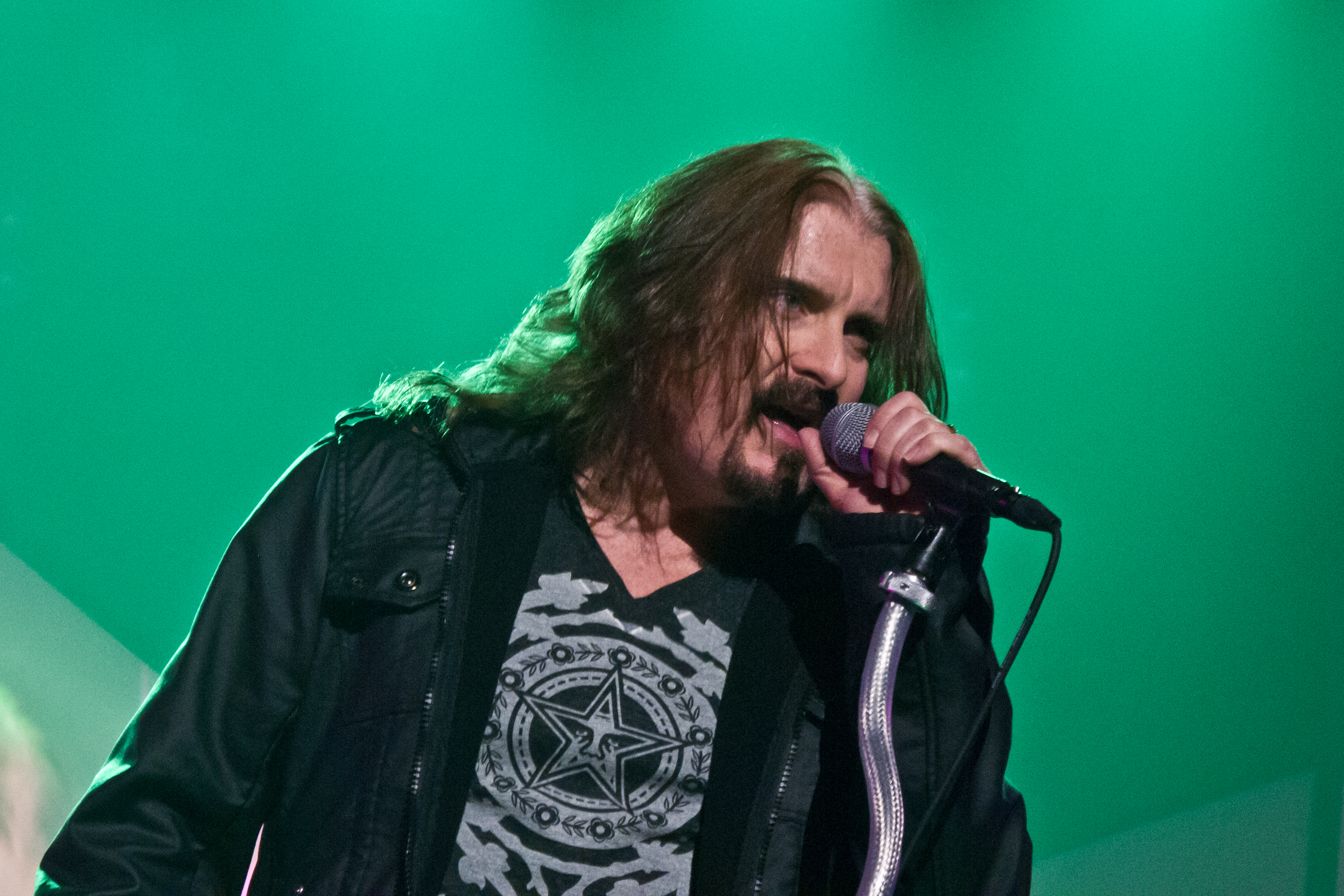
James LaBrie

Mullmuzzler was de naam van een soloproject van James LaBrie, zanger van de progressieve metalband Dream Theater. De eveneens progressieve metalband Mullmuzzler bestond uit James LaBrie, Bryan Beller, Matt Guillory, Mike Mangini en Mike Keneally. De platenmaatschappij stond niet toe dat LaBrie onder eigen naam een album uitbracht waarna hij de naam Mullmuzzler bedacht. Bij het tweede album bedong Labrie het recht om in ieder geval zijn eigen naam te gebruiken hoewel het niet mocht worden betiteld als een soloalbum.
De betekenis van de bandnaam volgens LaBrie is: "Het verstommen van de gedachte van een individu voordat het op enige wijze kan worden uitgedrukt".

## Discografie
- Keep It to Yourself - 1999
- James LaBrie's MullMuzzler 2 - 2001